# Euproctis pollux
Euproctis pollux är en fjärilsart som beskrevs av Collenette 1949. Euproctis pollux ingår i släktet Euproctis och familjen tofsspinnare. Inga underarter finns listade i Catalogue of Life.